# Фалеевский переулок
Фале́евский переу́лок — улица в центре Москвы на Якиманке между Софийской набережной и Болотной улицей.

## История
Находится на месте бывшего протока из старицы в Москву-реку, засыпанного после устройства Водоотводного канала. В конце XVIII века был известен как «вновь проложенный проезд к Москве реке». Современное название — по фамилии домовладельца коллежского асессора Д. Ф. Фалеева (1815 г.). С начала XIX века назывался Хлебный переулок, по хлебным амбарам Житного ряда на Болоте.

## Описание
Начинается от Софийской набережной, проходит на юг вдоль восточного края Болотной площади и выходит к Водоотводному каналу между Болотной набережной и Болотной улицей. Домов по переулку не числится.

## Примечательные здания и сооружения
По нечётной стороне
- № 3 — Дом бесплатных квартир имени братьев Бахрушиных (1903, архитектор Н. Н. Благовещенский)